# Prokris
Prokris (latinsky Thassos) je v řecké mytologii jméno dvou ženských postav.

## Prokris a Kefalos
Tato Prokris byla dcerou athénského krále Erechthea. Stala se manželkou Kefala, syna krále Kekropa.
Prokris a Kefalos se vzájemně milovali a žili spolu šťastně. Až do doby, kdy se do Kefala zamilovala bohyně ranních červánků Éós a unesla ho až na kraj světa. Kefalos na svou ženu nezapomínal, prosil bohyni o propuštění. Ta mu nakonec vyhověla, poradila mu však, aby svou ženu vyzkoušel, zdali nepodlehla v jeho nepřítomnosti svodům jiných. Změnila Kefalovu podobu a on jako cizinec svou Prokris přemlouval, lákal drahými dárky a ona dlouho odolávala. Nakonec však přece neodolala a už už by se mu byla poddala. Jenže v poslední chvíli Éós vrátila Kefalovi jeho vlastní podobu a Prokris ze zahanbení utekla do hor.
Připojila se k družině bohyně lovu Artemis, která ji obdarovala vzácnostmi: dala jí kouzelné kopí, které nikdy neminulo svůj cíl a ještě se vrátilo zpět do rukou lovkyně a přidala loveckého psa Lailapa, jemuž neunikla žádná zvěř. Tyto vzácné dary dala Prokris po čase Kefalovi, když se usmířili.
Vzájemná nedůvěra se však zcela nevytratila a jednoho dne se Prokris doneslo, že její Kefalos volává nějakou ženu jménem Nefelé. Bylo to jméno bohyně oblaků a Kefalos ji prosil, aby mu přinesla stín k odpočinku. Prokris však žárlivě vše sledovala a nešťastně zavzdychala. Když Kefalos slyšel v blízkosti zvuky, domníval se, že je to zvěř, vrhl do křoví své čarovné kopí a Prokris smrtelně zranil. Ještě jí stačil svůj tragický omyl vysvětlit a ona skonala.

## Prokris a Héraklés
Tato Prokris byla rovněž dcerou krále, a to Thespia. Jeho království pustošil zuřivý a žravý lev, zvaný kithairónský. Když mladý hrdina Héraklés v hněvu zabil svého učitele Lina a musel opustit domov a odešel pást stáda, stalo se, že si s tímto lvem změřil síly a zabil ho.
Král Thespios poté jako výraz pohostinnosti (a také ve svém zájmu) posílal každý večer do Héraklovy ložnice jednu za druhou svých padesát dcer, aby získal vnuky silné a odvážné. Stalo se, po čase měl 52 vnuků, protože Prokris a jedna z jejích sester porodily dvojčata.